# Молочай ложный шаровидный
Молоча́й ло́жный шарови́дный (лат. Euphórbia pseudoglobósa) ― многолетний суккулентный карликовый полукустарник; вид рода Молочай (Euphorbia) семейства Молочайные (Euphorbiaceae).
Внешне похож на молочай шаровидный (Euphorbia globosa), отсюда и видовой эпитет лат. pseudoglobosa.

## Морфология
Медленно растущий суккулентный карликовый кустарник, похожий на кактус, без колючек. Формирует коврик до 20 см в диаметре.
Корень клубневидный. Формирует каудекс, часто при культивировании приподнимаемый над землёй.
Стебель от круглого до продолговатого, состоящий из сегментов 2—10 см длиной, ветвящийся от основания каудекса. Полушаровидные сегменты стебля (напоминающего опунцию) могут достигнуть трёх см в диаметре и 2,5—8 см длиной.
Циатии однодомные, жёлтые. Цветёт зимой.

## Распространение
Африка: ЮАР (Капская провинция).
Растёт в Восточной Капской провинции, на высоте 25—250 м над уровнем моря.

## Практическое использование
Разводится в домашних условиях как комнатное растение. Любит яркий солнечный свет. Растение хорошо растёт на удобренной минеральными удобрениями почве, ему необходим хороший дренаж. Летом полив должен быть умеренным, зимой не нужен совсем. Может расти на одном и том же месте и одной и той же почве в течение многих лет, так как растёт очень медленно. Корень у него большой (в отличие от молочай шаровидного), поэтому горшок нужно выбирать просторный. Размножается черенками и семенами.

### Таксономическая таблица
|  |                                      |  |                                                             |                                                             |                      |  | ещё 36 семейств (согласно Системе APG II), в том числе Маковые | ещё 36 семейств (согласно Системе APG II), в том числе Маковые |                               |  |  |  | ещё ≈2000 видов |
|  |                                      |  |                                                             |                                                             |                      |  | ещё 36 семейств (согласно Системе APG II), в том числе Маковые | ещё 36 семейств (согласно Системе APG II), в том числе Маковые |                               |  |  |  | ещё ≈2000 видов |
|  |                                      |  |                                                             | порядок Мальпигиецветные                                    |                      |  |                                                                |                                                                | род Молочай (Euphorbia)       |  |  |  |                 |
|  |                                      |  |                                                             | порядок Мальпигиецветные                                    |                      |  |                                                                |                                                                | род Молочай (Euphorbia)       |  |  |  |                 |
|  | отдел Цветковые, или Покрытосеменные |  |                                                             |                                                             | семейство Молочайные |  |                                                                |                                                                | вид Молочай ложный шаровидный |  |  |  |                 |
|  | отдел Цветковые, или Покрытосеменные |  |                                                             |                                                             | семейство Молочайные |  |                                                                |                                                                |                               |  |  |  |                 |
|  |                                      |  | ещё 44 порядка цветковых растений (согласно Системе APG II) | ещё 44 порядка цветковых растений (согласно Системе APG II) |                      |  |                                                                | ещё >300 родов                                                 | ещё >300 родов                |  |  |  |                 |
|  |                                      |  |                                                             | ещё 44 порядка цветковых растений (согласно Системе APG II) |                      |  |                                                                |                                                                | ещё >300 родов                |  |  |  |                 |